# Bitwa pod Popricani
Bitwa pod Popricani – starcie zbrojne, które miało miejsce dnia 1 maja 1653 r., w trakcie wojny o tron mołdawski 1653.  
W kwietniu 1653 r. korpus kozacko-tatarski pod wodzą Tymofieja Chmielnickiego wkroczył na ziemie Mołdawii. Do dnia 28 kwietnia Kozacy przeprawili się przez Dniepr pustosząc ziemie mołdawskie. Po przekroczeniu Prutu oddziały Kozaków natknęły się na siły mołdawsko-siedmiogrodzkie pod wodza Jerzego Stefana, które zajęły pozycję w okolicy miejscowości Popricani nad rzeką Zizja (Jijia). Siły Stefana liczyły od 10 000 do 20 000 żołnierzy, a w jej skład wchodzili Mołdawianie, Siedmiogrodzianie, Węgrzy, Niemcy, Wołosi i Grecy a także cywilni mieszkańcy Jass. Wojska kozacko-tatarskie liczyły około 13 000 ludzi. Dnia 1 maja doszło do bitwy. 
Starcie rozpoczął atak jazdy mołdawskiej, która uderzyła na tabor kozacki na lewym brzegu rzeki Zizja. Następnie Mołdawianie ostrzelali nieprzyjaciela z 6 armat i broni ręcznej. Kozacy odpowiedzieli ogniem 11 dział, a następnie ustawiwszy się w szyku bojowym przed taborem, uderzyli na Mołdawian wycinając ich w walce na szable. Równocześnie artyleria kozacka rozproszyła pozostałe siły mołdawskie. Wówczas to wojska Jerzego Stefana rzuciły się do ucieczki, ścigane przez Kozaków. Po klęsce Mołdawian i przeprawieniu się Kozaków na drugą stronę rzeki, wojska mołdawsko-siedmiogrodzkie wycofały się do Jass. Klęska pod Popricani spowodowała upadek morale w szeregach armii, dezercje i powrót żołnierzy do domów. Armia Stefana wycofała się do Siedmiogrodu. 